# Islandia na Zimowych Igrzyskach Olimpijskich 1980
Islandię na Zimowych Igrzyskach Olimpijskich 1980 w Lake Placid (Stany Zjednoczone) reprezentowało 6 zawodników (5 mężczyzn i 1 kobieta), którzy wystartowali w 2 dyscyplinach.
Był to ósmy start Islandii na zimowych igrzyskach olimpijskich.

## Wyniki

### Biegi narciarskie
Mężczyźni
| Konkurencja | Zawodnik            | Wyścig     | Wyścig |
| Konkurencja | Zawodnik            | Czas       | Poz.   |
| ----------- | ------------------- | ---------- | ------ |
| 15 km       | Ingólfur Jónsson    | 50:51.50   | 54     |
| 15 km       | Þröstur Jóhannesson | 49:37.75   | 51     |
| 15 km       | Haukur Sigurðsson   | 47:44.00   | 47     |
| 30 km       | Haukur Sigurðsson   | DNF        | –      |
| 30 km       | Þröstur Jóhannesson | DNF        | –      |
| 30 km       | Ingólfur Jónsson    | 1'45:55.26 | 48     |

### Narciarstwo alpejskie
Mężczyźni
| Zawodnik         | Konkurencja   | Zjazd 1 | Zjazd 1 | Zjazd 2 | Zjazd 2 | Wynik łączny | Wynik łączny |
| Zawodnik         | Konkurencja   | Czas    | Poz.    | Czas    | Poz.    | Czas         | Poz.         |
| ---------------- | ------------- | ------- | ------- | ------- | ------- | ------------ | ------------ |
| Björn Olgeirsson | Slalom gigant | DNF     | –       | –       | –       | DNF          | –            |
| Sigurður Jónsson | Slalom gigant | 1:27.33 | 42      | 1:26.46 | 32      | 2:53.79      | 35           |
| Sigurður Jónsson | Slalom        | n/a     | ?       | DNF     | –       | DNF          | –            |
| Björn Olgeirsson | Slalom        | n/a     | ?       | DNF     | –       | DNF          | –            |

Kobiety
| Zawodniczka            | Konkurencja   | Zjazd 1 | Zjazd 1 | Zjazd 2 | Zjazd 2 | Wynik łączny | Wynik łączny |
| Zawodniczka            | Konkurencja   | Czas    | Poz.    | Czas    | Poz.    | Czas         | Poz.         |
| ---------------------- | ------------- | ------- | ------- | ------- | ------- | ------------ | ------------ |
| Steinunn Sæmundsdóttir | Slalom gigant | 1:23.52 | 35      | 1:35.89 | 28      | 2:59.41      | 29           |
| Steinunn Sæmundsdóttir | Slalom        | 46.50   | 19      | DNF     | –       | DNF          | –            |